# Práce bokem
Práce bokem (v anglickém originále Side Hustle) je americký televizní sitcom vytvořeným Davem Malkoffem. První díl měl premiéru na Nickelodeonu 7. listopadu 2020. V seriálu hrají: Jules LeBlanc, Jayden Bartels, Isaiah Crews, Mitchell Berg a Jacques Chevelle. 

## Příběh
Chytrá a sarkastická Lex a tvrdá a sebevědomá Presley a jejich nepředvídatelný kamarád Munchy se ocitli v nepříjemné situaci poté, co náhodná nehoda zničila člun Munchyho otce Ředitele Tedwarda. Nejlepší přátelé, kteří jsou nuceni přicházet s kreativními způsoby, jak vydělat peníze na úhradu škod, získají pomoc od Presley technicky zdatného mladšího bratra Fishera, aby vytvořil aplikaci s názvem „Kid-DING“, která se spojí s lidmi, kteří hledají pomoc s drobnými pracemi. Když se Munchyho panovačný starší bratr Jaget ujistil, že drží krok s platbami, musí tři přátelé dělat jakoukoli práci, která jim přijde do cesty, bez ohledu na to, jak šílení jsou.

## Obsazení

### Hlavní role
- Jules LeBlanc jako Lex (český dabing: Klára Nováková)
- Jayden Bartels jako Presley (český dabing: Mariana Franclová)
- Isaiah Crews jako Munchy (český dabing: Matěj Převrátil)
- Mitchell Berg jako Fisher (český dabing: Adam Ipser)
- Jacques Chevelle jako Jaget (český dabing: Matěj Havelka)

### Vedlejší role
- Kurt Ela jako Alan (český dabing: Ladislav Cigánek)
- Daryl C. Brown jako Tedward (český dabing: Michal Michálek)

### Hostující role
- Dominic Burgess jako Antwerp
- Menik Gooneratne jako Sophia Fugazi (český dabing: René Slováčková)
- Carlin James jako Romayo
- Jennifer Carta jako paní Castillo
- Juliana Restivo jako Carina Castilo
- Carlos Acuña jako Felipe Castillo
- Alex Jayne Go jako Laura
- Phoebe Ferro jako Jessica
- Sarah Waisman jako doktor Proctor
- Amol Shah jako doktor Cornish
- Jaeden Bettencourt jako Grayden
- bude oznámeno jako Reggie
- Casey Stone Malkoff jako Casey
- Lesley-Anne Stone jako Lexina matka
- Kensington Tallman jako Ruby
- Matt Sato jako Spenders (český dabing: Robin Pařík)
- Mark Harley jako Stump
- Alden Ray jako Mooery Customer
- Jude Tedmori jako Hans
- bude oznámeno jako Cash the Cow

### Speciální hostující role
- Eric Allan Kramer jako Briles

## Vysílání
| Řada | Díly | Premiéra v USA    | Premiéra v USA  | Premiéra v ČR   | Premiéra v ČR     |
| Řada | Díly | První díl         | Poslední díl    | První díl       | Poslední díl      |
| ---- | ---- | ----------------- | --------------- | --------------- | ----------------- |
| 1    | 26   | 7. listopadu 2020 | 25. září 2021   | 25. dubna 2021  | 26. prosince 2021 |
| 2    | 21   | 2. října 2021     | 30. června 2022 | 13. května 2022 | —                 |

## Produkce
Dne 24. února 2020 bylo oznámeno, že Nickelodeon si objednal Side Hustle od tvůrce Davea Malkoffa, komediálního seriálu s více kamerami, kde hráli Annie LeBlanc jako Lex a Jayden Bartels jako Presley. V seriálu také účinkují Isaiah Crews jako Munchy, Mitchell Berg jako Fisher a Jacques Chevelle jako Jaget. Výroba seriálu začala v Los Angeles v březnu 2020, premiéra proběhla později v roce 2020. Dave Malkoff je jako výkonný producent. John Beck a Ron Hart jsou výkonnými producenty a předváděči.
Dne 7. ledna 2021 bylo oznámeno, že Nickelodeon si objednal dalších sedm epizod série, spolu s druhou sérii Nickelodeon's Unfiltered.